# Казимировка
Казимировка (на руски: Казимировка) е хутор в Кантемировски район на Воронежка област на Русия.
Влиза в състава на селището от селски тип Журавское.

## География

### Улици
- ул. Октябрьская.